# Nuraghe Sa Perdaia
Il nuraghe Sa Perdaia è un sito archeologico databile all'età del bronzo situato nel territorio del comune di Teulada, nella città metropolitana di Cagliari.

## Descrizione
Sorge su una montagna ed è costruito con massi di granito locale. Il nuraghe è della tipologia a corridoio e ha una pianta di forma subrettangolare. La struttura ha due piani in cui sono presenti degli ambienti di forma circolare (uno per piano) e a cui si accede attraverso due corridoi. A nord e a sud sono presenti i due ingressi e delle strutture murarie.